# Nokia Ghosthunters 2008
Questa voce raccoglie le informazioni riguardanti i Nokia Ghosthunters nelle competizioni ufficiali della stagione 2008.

## II-divisioona 2008

### Stagione regolare
| Vaasa 1º giugno 2008, ore 14:00 1ª giornata | Vaasa Vikings | 51 – 0 | Nokia Ghosthunters | Palosaaren kenttä |

| Nokia 14 giugno 2008, ore 15:00 3ª giornata | Nokia Ghosthunters | 7 – 3 | Lieto Oakmen | Keskusurheilukenttä |

| Nokia 29 giugno 2008, ore 15:00 4ª giornata | Nokia Ghosthunters | 13 – 0 | Tampere Angels | Keskusurheilukenttä |

| Rauma 5 luglio 2008, ore 17:00 5ª giornata | Sea City Storm | 35 – 0 | Nokia Ghosthunters | Kivikylä Arena |

| Nokia 19 luglio 2008, ore 15:00 7ª giornata | Nokia Ghosthunters | 7 – 28 | Vaasa Vikings | Keskusurheilukenttä |

| Tampere 26 luglio 2008, ore 16:00 8ª giornata | Tampere Angels | 0 – 7 | Nokia Ghosthunters | Pyynikin urheilukenttä |

| Lieto 3 agosto 2008, ore 14:00 9ª giornata | Lieto Oakmen | 0 – 33 | Nokia Ghosthunters | Liedon urheilukenttä |

| Nokia 9 agosto 2008, ore 15:00 10ª giornata | Nokia Ghosthunters | 0 – 8 | Sea City Storm | Keskusurheilukenttä |

### Playoff
| 2008 Wild Card | Nokia Ghosthunters | 7 – 20 | Vantaan TAFT |  |

## Statistiche di squadra
| Competizione      | %Vittorie | In casa | In casa | In casa | In casa | In casa | In casa | In trasferta | In trasferta | In trasferta | In trasferta | In trasferta | In trasferta | Totale | Totale | Totale | Totale | Totale | Totale |
| Competizione      | %Vittorie | G       | V       | N       | P       | Pf      | Ps      | G            | V            | N            | P            | Pf           | Ps           | G      | V      | N      | P      | Pf     | Ps     |
| ----------------- | --------- | ------- | ------- | ------- | ------- | ------- | ------- | ------------ | ------------ | ------------ | ------------ | ------------ | ------------ | ------ | ------ | ------ | ------ | ------ | ------ |
| Stagione regolare | .500      | 4       | 2       | 0       | 2       | 27      | 39      | 4            | 2            | 0            | 2            | 40           | 86           | 8      | 4      | 0      | 4      | 67     | 125    |
| Playoff           | .000      | 1       | 0       | 0       | 1       | 7       | 20      | 0            | 0            | 0            | 0            | 0            | 0            | 1      | 0      | 0      | 1      | 7      | 20     |
| Totale            | .444      | 5       | 2       | 0       | 3       | 34      | 59      | 4            | 2            | 0            | 2            | 40           | 86           | 9      | 4      | 0      | 5      | 74     | 145    |